# 罗曼·米洛-什吕斯基
罗曼·米洛-什吕斯基（法語：Romain Millo-Chluski；1983年4月20日—）是一位法國橄欖球運動員。他是法國國家橄欖球隊的一員，代表法國參加了2011年世界盃橄欖球賽。